# Disturbing tha Peace
Disturbing tha Peace (engl. „Disturbing the Peace“ = „Hausfriedensbruch“) ist eine Managementgesellschaft und ein Hip-Hop-Kollektiv aus Atlanta.
Disturbing tha Peace (DTP) wurde von Chaka Zulu gegründet. Zu den Künstlern die dort vertreten werden, gehören oder gehörten unter anderem Ludacris, Shawnna, Bobby Valentino, Playaz Circle und Chingy. Im Jahr 2002 erschien das Album Golden Grain, welches von DTP-Künstlern aufgenommen wurde. 2005 folgte das zweite, selbstbetitelte Album Disturbing tha Peace, das für mehr als 500.000 verkaufte Exemplare in den Vereinigten Staaten eine Goldene Schallplatte erhielt.